# Onykia carriboea
Onykia carriboea är en bläckfiskart som beskrevs av Charles Alexandre Lesueur 1821. Onykia carriboea ingår i släktet Onykia och familjen Onychoteuthidae. Inga underarter finns listade i Catalogue of Life.